# Pseudomastax guttatifrons
Pseudomastax guttatifrons är en insektsart som beskrevs av Marius Descamps 1979. Pseudomastax guttatifrons ingår i släktet Pseudomastax och familjen Eumastacidae. Inga underarter finns listade i Catalogue of Life.